# Welcome in disagio
Welcome in disagio è il quinto album in studio del gruppo musicale italiano Meganoidi, pubblicato nell'aprile 2012.

## Tracce
1. Ora esiste dopo non più – 2:44
2. Luci dal porto – 3:35
3. Finestre aperte – 4:08
4. Milioni di pezzi – 4:02
5. Ghiaccio – 3:44
6. Quello che ti salta in mente – 3:03
7. Ciao collera – 3:51
8. Tutto chiaro – 3:37
9. Occhi accesi – 4:45
10. Quasi ad occhi chiusi – 3:46
11. Ogni attimo – 3:57

## Formazione
- Davide Di Muzio - voce
- Riccardo "Jacco" Armeni - basso
- Bernardo Russo - chitarra, sintetizzatore
- Luca Guercio - tromba, chitarra
- Francesco La Rosa - batteria